# Scapania kaurinii
Scapania kaurinii là một loài rêu trong họ Scapaniaceae. Loài này được Ryan mô tả khoa học đầu tiên năm 1889.